# Plants vs. Zombies
Plants vs. Zombies là một trò chơi điện tử phòng thủ tháp do PopCap Games phát triển và phát hành. Trò chơi ban đầu được phát hành cho nền tảng Windows và Mac OS X, sau đó port sang các hệ máy console, cầm tay và thiết bị di động. Trong Plants vs.Zombies, người chơi sẽ vào vai một người chủ nhà giữa bối cảnh tận thế zombie. Khi một đám zombie bắt đầu có ý định tiếp cận ngôi nhà dọc theo các làn đường song song, người chơi phải bảo vệ nhà bằng cách trồng các thực vật để tiêu diệt hoặc gây bất lợi cho lũ zombie. Người chơi thu thập một loại tiền tệ được gọi là "mặt trời" ("sun") để mua cây. Nếu một zombie tiếp cận được ngôi nhà bằng bất kỳ làn đường nào, màn chơi coi như thất bại và người chơi sẽ phải chơi lại màn đó.
Plants vs. Zombies được thiết kế bởi George Fan. Ban đầu trò chơi được dự định sẽ là phần tiếp theo của trò chơi mô phỏng nuôi cá trước đó là Insaniquarium (2001), với lối chơi thiên về phòng thủ hơn so với Insaniquarium, nhưng sau đó phát triển thành một trò chơi phòng thủ tháp với đặc trưng là thực vật chiến đấu chống lại zombie. Trò chơi lấy cảm hứng từ các trò chơi như Magic: The Gathering và Warcraft III: Reign of Chaos, cùng với bộ phim Swiss Family Robinson. Plants vs.Zombies phải mất ba năm rưỡi để hoàn thành với Rich Werner là nghệ sĩ chính, Tod Semple là người lập trình, và Laura Shigihara sáng tác nhạc cho trò chơi. Để thu hút cả người chơi phổ thông lẫn game thủ hardcore, phần hướng dẫn được thiết kế đơn giản và trải rộng khắp trò chơi.
Plants vs. Zombies được giới phê bình đón nhận tích cực và nhận đề cử cho nhiều giải thưởng, bao gồm "Trò chơi tải xuống của năm" và "Trò chơi chiến lược của năm" trong khuôn khổ Giải Cần điều khiển Vàng. Các nhà đánh giá khen ngợi phong cách nghệ thuật hài hước và lối chơi đơn giản mà hấp dẫn của trò chơi. Khi phát hành vào tháng 5 năm 2009, đây là trò chơi điện tử bán chạy nhất do PopCap Games phát triển và nhanh chóng trở thành trò chơi bán chạy nhất của họ, vượt qua cả Bejeweled và Peggle. Đến năm 2010, Plants vs. Zombies đã bán được hơn một triệu bản trên toàn thế giới. Năm 2011, PopCap đã được Electronic Arts (EA) mua. Công ty đã sa thải George Fan và 49 nhân viên khác, đánh dấu sự thay đổi theo chiều hướng tập trung vào sản xuất trò chơi di động và trò chơi mạng xã hội. Sau vụ mua PopCap, Plants vs. Zombies được tiếp nối bởi một loạt trò chơi gồm hai phần kế trực tiếp, ba phần bắn súng góc nhìn người thứ ba và hai phần spin-off, hầu hết đều nhận được đánh giá tích cực.

## Lối chơi
Plants vs.Zombies là trò chơi điện tử phòng thủ tháp, mục tiêu của người chơi là ngăn không cho zombie tiếp cận ngôi nhà. Bãi cỏ được chia thành các lưới ô vuông, với nhà của người chơi nằm ở bên trái. Người chơi trồng các loại thực vật khác nhau trên từng ô vuông riêng lẻ của lưới. Mỗi cây có một phong cách tấn công hoặc phòng ngự khác nhau, chẳng hạn như bắn, phát nổ hoặc ngăn chặn. Mỗi loại zombie đều có những hành vi đặc biệt và điểm yếu riêng khi gặp một số loại cây nhất định. Ví dụ, zombie bóng bay (balloon zombie) có thể bay lơ lửng trên cây của người chơi, nhưng có thể bị khắc chế khi gặp cây xương rồng (cactus) bắn gai vào quả bóng. Những ví dụ khác bao gồm zombie nhảy múa (dancing zombie) triệu hồi các zombie vũ công nhảy phụ họa xung quanh nó; và zombie cưỡi cá heo (dolphin rider zombie) có khả năng nhảy qua một cái cây trồng trên nước.
Khi bắt đầu màn chơi, người chơi phải lựa chọn những loại cây sẽ trồng ở màn đó với số lượng giới hạn thông qua các gói hạt giống (seed packet) và muốn trồng chúng thì phải sử dụng một loại tiền tệ gọi là "mặt trời". Người chơi thu thập mặt trời bằng cách nhấp vào mặt trời rơi ngẫu nhiên trên bãi cỏ hoặc bằng các loại cây nhất định sản xuất ra mặt trời, chẳng hạn như hoa hướng dương (sunflower) hoặc nấm mặt trời (sunshroom). Sau khi trồng xong một loại cây thì sẽ tốn thêm khoảng thời gian nhất định để có thể trồng tiếp loại cây đó, mỗi loại cây khác nhau sẽ có tốc độ nạp lại khác nhau. Nếu người chơi muốn hủy bỏ một cây đã trồng, họ có thể nhổ nó bằng xẻng. Khi một zombie tiến sát rìa trái của một làn đường, máy cắt cỏ sẽ kích hoạt dọn sạch zombie của làn đó và không còn có thể sử dụng thêm một lần nào nữa trong màn đó; nếu một zombie khác đi đến cuối làn đường, người chơi sẽ phải khởi động lại màn chơi.

### Chế độ phiêu lưu (Adventure mode)
Có năm khu vực (stage) trong chế độ phiêu lưu (adventure mode), mỗi khu vực gồm 10 màn chơi. Sau mỗi màn chơi, người chơi sẽ thu thập thêm một loại cây mới để sử dụng cho màn chơi tiếp theo. Ở màn đầu tiên của khu vực 2 (màn 2–1), zombie bắt đầu rơi tiền sử dụng cho trò chơi mỗi khi bị tiêu diệt. Sau màn 3–4, người chơi có thể tiêu tiền tại một cửa hàng trong game có tên là Crazy Dave's TwiddyDinkies. Crazy Dave cung cấp cho người chơi một số công cụ bổ trợ (boost) để nâng cấp các loại cây đã trồng sẵn và công cụ làm vườn trong Zen Garden. Zen Garden là khu vực mở khóa sau khi hoàn thành màn 5–4, cho phép người chơi tưới nước và duy trì một nhóm cây trồng, chúng có thể xem như chiến lợi phẩm thu được từ việc diệt zombie hoặc mua từ cửa hàng của Crazy Dave; đổi lại những cây trồng này sẽ sản sinh ra tiền sử dụng trong trò chơi. Mỗi màn thứ 5 của một khu vực đều có thử thách minigame, đặc trưng của màn này là có một hệ thống băng chuyền cung cấp nhiều loại cây khác nhau cho người chơi. Cũng ở mỗi màn cuối của khu vực, người chơi sẽ nhận cây từ băng chuyền. Khu vực 1, 3 và 5 đều diễn ra vào ban ngày, khu vực 2 và 4 thì diễn ra vào ban đêm.
Trong khu vực ban đêm, người chơi sử dụng các loại nấm có chi phí thấp hơn do ban đêm không có tạo ra mặt trời tự nhiên. Khu vực 3 và 4 diễn ra ở sân sau của ngôi nhà, nơi có tới 6 làn đường (khu vực còn lại chỉ có 5 làn đường) với một hồ bơi chiếm 2 làn ở giữa. Trên làn hồ bơi, cây trồng trên cạn phải được đặt lên các tấm lá súng (lily pad). Không giống như hầu hết loại cây, lá súng có thể đặt trực tiếp trên làn hồ bơi. Khu vực 4 có sương mù che khuất gần hết bãi cỏ. Khu vực 5 lấy bối cảnh là nóc nhà, người chơi sẽ phải sử dụng các cây kiểu bệ phóng thay vì cây bắn thẳng thông thường để phù hợp với độ dốc lên của mái nhà.
Màn cuối cùng của chế độ phiêu lưu là người chơi phải đối đầu với Tiến sĩ Zomboss, một nhà khoa học độc ác và là một zombie có trí khôn (undead). Hắn nghiền nát cây của người chơi bằng cách để Zombot của hắn đè lên cây hoặc ném xe tải vào chúng, đồng thời thả những quả cầu lửa và quả cầu băng lăn trên 1 làn đường. Người chơi có thể ngăn chặn những quả cầu đó bằng cách dùng ớt jalapeño hoặc nấm băng (ice shroom). Sau khi hoàn thành chế độ phiêu lưu, người chơi có thể chơi lại từ đầu. Lần chơi lại này sẽ là với các loại cây đã mở khóa từ lần chơi trước, và với 3 loại cây được chọn ngẫu nhiên mỗi khi bắt đầu màn chơi.

### Các chế độ chơi khác
Ba chế độ bổ sung—minigame, giải đố (puzzle) và sinh tồn (survival)—trở nên khả dụng sau khi người chơi hoàn thành chế độ phiêu lưu. Trong chế độ minigame, người chơi sẽ lựa chọn một màn chơi từ bộ sưu tập gồm 20 minigame. Những màn chơi này đặt ra cho người chơi nhiều thử thách độc đáo, mỗi thử thách thường có mánh lới để khiến người chơi thấy hấp dẫn-thường là các biến thể của băng chuyền cung cấp cho người chơi một số loại cây nhất định. Trong chế độ giải đố, người chơi sẽ chọn từ 2 kiểu màn chơi: "Vasebreaker" và "I, Zombie". Trong "Vasebreaker", người chơi sẽ đập vỡ một bộ bình, mỗi bình chứa một loại cây hoặc một zombie. Màn chơi kết thúc khi tất cả bình bị đập vỡ và tất cả zombie bị tiêu diệt. Trong "I, Zombie", người chơi đặt zombie để dọn dẹp những cây trồng có hình dạng như bìa cứng được cắt sẵn, nhằm mục đích là ăn não ở cuối mỗi làn đường. Chế độ sinh tồn cung cấp nhiều màn chơi mà trong đó, người chơi sẽ chọn những loại cây để đánh bại từng đợt zombie với độ khó tăng dần.

## Phát triển

### Ý tưởng ban đầu

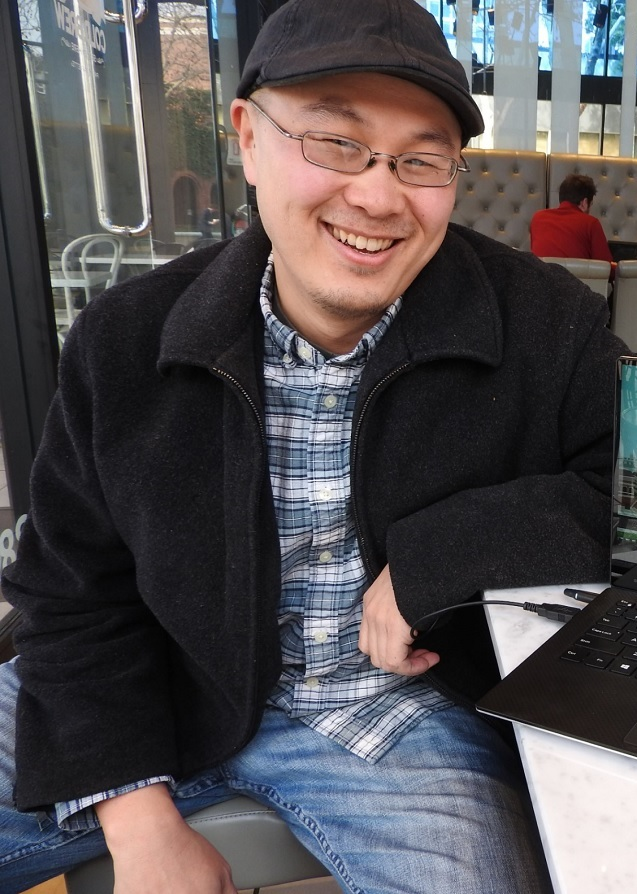
George Fan (ảnh chụp năm 2018) là người sáng tạo và thiết kế Plants vs. Zombies

Plants vs.Zombies được thiết kế bởi George Fan. Anh đã có cảm hứng để tạo ra một game phòng thủ tháp sau khi hình dung về một phiên bản thiên về phòng ngự hơn của tựa game trước đó là Insaniquarium (2001) cùng với việc chơi một số bản mod phòng thủ tháp của Warcraft III: Reign of Chaos. Fan tính tới việc làm phần tiếp theo của Insaniquarium cho hệ máy Nintendo DS, mỗi màn hình sẽ đại diện cho một bể cá riêng biệt—cái này nằm trên cái kia. Người ngoài hành tinh sẽ tấn công bể cá trên cùng và nếu thành công, chúng sẽ tràn xuống bể dưới cùng. Lối chơi ở bể trên cùng sẽ tập trung vào việc phòng thủ chống lại người hành tinh, còn bể dưới cùng sẽ xoay quanh việc sản xuất tài nguyên, giống như Insaniquarium. Nhưng vì lấy cảm hứng từ những tòa tháp của Warcraft III nên anh nghĩ rằng thực vật sẽ trở thành công trình phòng thủ tốt hơn. Anh muốn mang đến khái niệm mới cho thể loại này và tin rằng việc kẻ thù trong game phòng thủ tháp không bao giờ tấn công tháp là điều gì đó không được đúng cho lắm. Kẻ thù ban đầu dự định là người ngoài hành tinh từ Insaniquarium, nhưng khi Fan phác thảo tranh vẽ ý tưởng, anh vẽ nên thứ mà anh gọi là "zombie lý tưởng", và chủ đề sau đó được gia công lại. Fan sử dụng zombie thay cho người ngoài hành tinh để làm cho trò chơi trở nên nổi bật hơn so với những trò chơi điện tử khác sử dụng thực vật.
Insaniquarium có ảnh hưởng đáng kể đến quá trình sản xuất Plants vs. Zombies. Hai trò chơi có nhịp độ tương đương nhau, được quyết định bằng việc "nuôi nhỏ giọt" vật nuôi hoặc thực vật tương ứng, và việc chọn cây ở mỗi màn đầu của Plants vs. Zombies tương đương với việc chọn vật nuôi trong Insaniquarium. Fan cũng lấy ý tưởng từ bộ phim Swiss Family Robinson, nội dung của phim kể về một gia đình bảo vệ bản thân và ngôi nhà của họ khỏi bọn cướp biển. Fan cũng tích hợp các yếu tố từ game thẻ bài Magic: The Gathering mà anh chơi cùng với bạn gái của mình là Laura Shigihara. Việc hướng dẫn cho Shigihara cách tùy chỉnh bộ bài đã truyền cho anh cảm hứng thiết kế gói hạt giống cho Plants vs. Zombies—thay vì ý tưởng gốc là sẽ cung cấp thực vật ngẫu nhiên thông qua hệ thống băng chuyền—do anh nghĩ rằng hệ thống gói hạt giống sẽ khiến cho trò chơi phức tạp hơn. Mặc dù hệ thống băng chuyền không thường xuất hiện trong chế độ chơi thông thường, nhưng nó vẫn là yếu tố đặc biệt trong một số màn chơi chọn lọc. Việc người chơi phải xử lý cùng lúc nhiều làn đường lấy cảm hứng từ trò chơi arcade đời cũ tên là Tapper.
Khi trò chơi vẫn còn lấy người ngoài hành tinh làm nét chủ đạo thì tựa ban đầu là Weedlings, nhưng Fan nghĩ rằng cái tên này sẽ không phù hợp vì có nhiều trò chơi điện tử khác về chủ đề làm vườn cũng được phát hành vào thời điểm đó. Fan đổi tên nó thành Plants vs. Zombies như một tên giữ chỗ sau khi kẻ thù trong trò chơi đã thay đổi. Tên dự kiến cho phần lớn quá trình phát triển là Lawn of the Dead, một cách chơi chữ của tựa phim zombie Dawn of the Dead do George A. Romero viết kịch bản, đạo diễn và biên tập. Romero không cho phép sử dụng cái tên này, ngay cả khi Fan khẩn cầu. Anh đã gửi cho Romero một đoạn video quay cảnh anh hóa trang thành Zombie Temp Worker đang càu nhàu và lập trình trên máy tính, có phụ đề đề cập đến lỗi thực thi (runtime error). Ngoài ra còn có một số tên đề xuất khác, bao gồm cả Residential Evil và Bloom & Doom, tên Bloom & Doom được sử dụng để làm tên thương hiệu cho các gói hạt giống trong trò chơi.

### Thiết kế
Plants vs.Zombies ban đầu chỉ có mình Fan thiết kế. Vì Fan là nhân viên chính thức của PopCap Games nên công ty trò chơi điện tử này đã giúp xây dựng một nhóm nhỏ bao gồm một người soạn nhạc (Laura Shigihara), một lập trình viên (Tod Semple) và một nghệ sĩ (Rich Werner). Fan ở San Francisco, trong khi Werner ở Seattle. Stephen Notley được ghi công là người viết kịch bản cho Plants vs. Zombies. Ông viết mô tả về thực vật và zombie cho hướng dẫn trong trò chơi được gọi là Suburban Almanac. Fan nhận thấy làm việc theo nhóm nhỏ dễ hơn là làm việc theo nhóm lớn. Theo một cuộc phỏng vấn với Edge, Fan kể rằng trong lúc tìm kiếm nghệ sĩ, anh phát hiện ra Rick Werner sẽ phù hợp với ý định thiết kế của anh. Fan cho rằng thiết kế của trò chơi có sự hấp dẫn nằm ở phối hợp hoạt ảnh (animation scheme). Tod Semple đề nghị sử dụng Adobe Flash, điều mà Fan lo lắng là sẽ tạo ra hoạt ảnh "cắt từ giấy" quá giống với South Park, nhưng cuối cùng anh cũng hài lòng, công nhận tài năng của Semple và Werner. Plants vs.Zombies được thiết kế bằng phần mềm làm game riêng của PopCap Games là PopCap Framework. Fan liên tục đăng các bản cập nhật của Plants vs.Zombies 4 tháng 1 lần trong trong một diễn đàn nội bộ trong PopCap Games có tên là Burrito, nơi mà ông chấp nhận phản hồi từ nhân viên của PopCap.
Plants vs.Zombies mất ba năm rưỡi để hoàn thành. Phần lớn năm đầu tập trung vào việc phát triển chế độ phiêu lưu. Semple bắt đầu làm việc với các ý tưởng sau đó được sử dụng cho chế độ minigame. Có một số ý tưởng ban đầu là dành cho chế độ minigame nhưng sau đó được chỉnh sửa và chuyển sang chế độ giải đố, chẳng hạn như "Vasebreaker" và "I Zombie". Trong quá trình thử nghiệm, Fan nhận thấy rằng chế độ minigame và giải đố có thể làm cho người chơi mất tập trung vào chế độ phiêu lưu, vì vậy anh đã khóa hầu hết các chế độ bổ sung để thay vào đó yêu cầu người chơi phải thắng những màn phiêu lưu để dần mở khóa chúng. Sau này, sự phát triển của Plants vs. Zombies bao gồm việc Fan thử nghiệm trò chơi và viết ghi chú những gì có thể làm để tinh chỉnh game trước khi gửi đến Semple. Trong năm phát triển cuối cùng, nhóm đã điều chỉnh trò chơi trước khi phát hành.
Một trong những khía cạnh quan trọng của quá trình phát triển là thiết kế Plants vs.Zombies sao cho cân bằng giữa việc chơi hardcore và chơi phổ thông. Fan thiết kế phần hướng dẫn trở nên đơn giản và hợp nhất vào trò chơi để thu hút người chơi phổ thông. Nó yêu cầu người chơi nắm rõ cách chơi bằng cách thực hiện hành động thay vì đọc về cách thực hiện hành động. Thông điệp trong game cũng ngắn gọn và dễ đọc nhất có thể; với đoạn hội thoại của Crazy Dave được chia thành đoạn văn nhỏ để phù hợp với điều này. Thông điệp trong trò chơi cũng được thiết kế để phù hợp với bộ kỹ năng của người chơi; lấy ví dụ là thông điệp yêu cầu người chơi đặt cây bắn đậu (peashooter) xa hơn về phía bên trái sẽ chỉ xuất hiện ở cấp độ đầu, nếu như người chơi lỡ đặt cây bắn đậu về phía bên phải bãi cỏ và bị zombie ăn. Nhóm phát triển phát hiện ra rằng những người chơi mới tham gia thể loại chiến lược thời gian thực thường gặp khó khăn trong việc hiểu được tầm quan trọng của việc thu thập mặt trời. Giá của hoa hướng dương sản xuất mặt trời giảm đi một nửa, khuyến khích người chơi mua chúng thay vì mua cây bắn đậu chỉ dùng để tấn công. Sự thay đổi này buộc phải tái cơ cấu lại sự cân bằng giữa thực vật và zombie, Fan cho rằng bước đi này đáng để bỏ công sức ra.

### Nhân vật
Trong giai đoạn đầu phát triển Plants vs. Zombies, thời gian được dành ra để động não ý tưởng về nhân vật. Fan có chủ ý đặt cho tất cả loại thực vật và zombie những cái tên khớp với chức năng của chúng và thiết kế chúng sao cho phù hợp. Lấy ví dụ là cây bắn đậu sẽ bắn ra những hạt đậu, như vậy ngay từ tên gọi thì người chơi đã biết chức năng của cây bắn đậu là gì. Fan cũng làm cho tất cả thực vật đứng yên một chỗ và tất cả zombie từ từ di chuyển trên làn đường của chúng. Mục đích như vậy là để cho người chơi hiểu rằng tòa tháp (những cây bám rễ) sẽ không thể di chuyển, còn kẻ tấn công (những con zombie mất trí) có thể di chuyển từ từ. Thiết kế cuối cùng của zombie và thực vật thay đổi rất ít so với thiết kế ban đầu. Nhân vật con người duy nhất trong trò chơi là Crazy Dave, một phiên bản nhại lại của người mà Fan quen biết ngoài đời thực. Fan là người đích thân lồng tiếng cho Crazy Dave.
Trò chơi có 49 loại thực vật. Fan dành sự yêu thích đối với những loại thực vật như óc chó cao (tall-nut), gỗ đuốc (torchwood), ngô đại bác (cob cannon). Anh thích đặc điểm của óc chó cao vì nó có "cái nhìn cương nghị" và chỉ rơi 1 giọt nước mắt khi bị tổn thương. Về mặt chiến lược, Fan thích gỗ đuốc vì nó giúp cho cây bắn đậu bắn ra những viên đạn rực lửa, đặt ra yêu cầu người chơi xem xét về tính tương tác giữa các loài thực vật. Fan cũng thích bí đè (squash) do cách chơi chữ của tên gọi, nó là một loại thực vật đè bẹp zombie mỗi khi chúng đến gần. Có một loại cây ban đầu được đề xuất sẽ đặt lên trên những cây khác để bảo vệ chúng khỏi zombie trộm cây (bungee) và zombie bắn bóng (catapult zombie); tuy nhiên, điều đó sẽ khiến cho người chơi khó hình dung vị trí của cây này. Game cuối cùng cũng chọn ra được cây lá dù (umbrella leaf) để bảo vệ thực vật khỏi zombie trộm cây và zombie bắn bóng, nhưng nó không đặt lên trên mà đặt bên cạnh cây khác. Ngoài ra còn có một số loại thực vật tiềm năng được vẽ ý tưởng nhưng cuối cùng vẫn không xuất hiện trong game.
Plants vs. Zombies có 51 loại zombie. Loại zombie yêu thích của Fan là Tiến sĩ Zomboss. Nhóm phát triển dành trọn 1 tháng để thiết kế trận chiến cuối cùng chống lại Zomboss. Fan thích zombie nhảy sào (pole vaulting zombie) vì nghĩ rằng nó có thể khiến người chơi cảm thấy thích thú khi gặp phải nó lần đầu; anh muốn đưa ra ví dụ về trường hợp hạt óc chó (wall-nut) không chặn được khi gặp zombie có thể nhảy qua chướng ngại vật. George Fan ban đầu định thiết kế zombie đọc báo (newspaper zombie) chỉ đơn thuần là đọc một tờ báo, nhưng Werner đã thiết kế lại nhân vật này như thể là đã ở trong toilet trước khi bị biến thành zombie. Anh trai của Fan hỏi rằng liệu Fan có dựa trên người bố của họ không vì ông ấy cũng thường hay đọc báo trong toilet. Fan nói rằng anh không có ý định như vậy nhưng đó vẫn là câu chuyện hậu trường về zombie mà anh yêu thích. Zombie nhảy múa phiên bản gốc có sự tương đồng với Michael Jackson trong video âm nhạc "Thriller". Zombie này đã có mặt trong trò chơi trước khi Michael Jackson qua đời, nhưng một năm sau đó, di sản của Jackson phản đối việc đưa hình tượng ông vào trong trò chơi. PopCap đành phải thay thế phiên bản cũ bằng phiên bản zombie nhảy disco chung chung hơn. Nhiều zombie khác cũng bị lược bỏ trong quá trình sản xuất.

### Soundtrack
Shigihara soạn soundtrack cho Plants vs. Zombies, vay mượn các yếu tố từ nhạc pop và nhạc chiptune phối từ console. Trước khi phát triển Plants vs. Zombies, George Fan từng theo dõi âm nhạc của Shigihara nên tại một thời điểm nào đó, anh hỏi rằng liệu Shigihara có soạn nhạc cho trò chơi tiếp theo của anh không. Cô chịu ảnh hưởng từ soundtrack của Danny Elfman và hàng loạt phong cách âm nhạc: bài thì sử dụng nhạc cụ gõ hành khúc kết hợp với nhạc swing, bài thì sử dụng nhịp điệu techno với âm "organ". Học giả âm nhạc điện ảnh K. J. Donnelly cảm thấy âm nhạc tươi sáng và "ngộ nghĩnh". Ông lưu ý rằng âm nhạc không có sự biến đổi để phù hợp với lối chơi, mà thay vào đó phát triển một cách độc lập. Ông cũng chỉ ra rằng soundtrack được thiết kế theo phong cách progressive.
Shigihara mô tả âm nhạc là "rùng rợn nhưng vẫn có gì đó ngây ngô". Khi làm nhạc cho khu vực ban đêm, cô giải thích rằng cô đã sử dụng kết hợp nhịp điệu nhạc swing của ban nhạc lớn với "một số giai điệu ám ảnh và đáng gờm". Bản nhạc "Loonboon" và "Brainiac Maniac" được soạn vào cuối quá trình sản xuất. Shigihara cho biết đây là bản nhạc mà cô soạn để thể hiện cảm nghĩ của mình với trò chơi sau khi chơi qua nó hai lần. Shigihara cũng sáng tác và thực hiện video ca nhạc trình chiếu trong phần kết thúc của chế độ phiêu lưu với tựa đề là "Zombies on Your Lawn". Bài hát được lấy cảm hứng từ ca khúc "Still Alive" xuất hiện ở phần cuối trò chơi điện tử Portal. Soundtrack của Plants vs.Zombies cuối cùng được phát hành như một phần album soundtrack có thể tải về.

## Quảng bá và phát hành
Ngày 1 tháng 4 năm 2009, PopCap phát hành video âm nhạc cho "Zombies on Your Lawn" để quảng bá cho Plants vs. Zombies. Trong khi nhiều game thủ PC không chắc rằng liệu video có phải trò đùa Cá tháng Tư hay không thì phát ngôn viên của PopCap là Garth Chouteau tiết lộ trong một cuộc phỏng vấn với IGN rằng trò chơi sẽ sớm được phát hành trên PC và Mac. Ngày 22 tháng 4 năm 2009, PopCap tung trailer chính thức của Plants vs. Zombies trên YouTube. PopCap Games phát hành bản demo vào ngày 4 tháng 5 năm 2009, cho phép chơi thử trong 30 phút. Plants vs.Zombies phát hành chính thức cho PC và Mac vào ngày 5 tháng 5 năm 2009. Phiên bản Adobe Flash miễn phí của Plants vs. Zombies phát hành vào ngày 23 tháng 9 năm 2009, cùng với một bản demo mà người chơi có thể chơi tới màn 3–3, tới màn 3–4 thì bị khóa lại.
Phiên bản Trò chơi của năm (Game of the Year) được phát hành vào ngày 11 tháng 7 năm 2010. Nó có thể mua được trên Steam vào ngày 10 tháng 8 năm 2010, bất kỳ ai đã mua trò chơi đều có thể cập nhật lên phiên bản mới mà không phải tốn tiền. Phiên bản Trò chơi của năm bổ sung thêm tính năng "Zombatar" cho phép người chơi tùy chỉnh khuôn mặt của zombie. Phiên bản này cũng hỗ trợ Steam Cloud, cho phép người chơi truy cập trò chơi đã lưu dữ liệu trên nhiều máy tính.

### Phiên bản điện thoại di động
Trong các thông báo về Plants vs.Zombies, PopCap Games tiết lộ trò chơi sẽ được chuyển sang các nền tảng khác sau khi phát hành trên PC. Tháng 8 năm 2009, IGN thông báo rằng Plants vs.Zombies sẽ phát hành bản port cho iPhone vào gần cuối năm 2009. Họ công bố ngày phát hành bản port trên một trailer đăng lên YouTube vào tháng 2 năm 2010, chính thức phát hành vào ngày 15 tháng 2 năm 2010. Bản port bao gồm giao diện chỉnh sửa cho phù hợp với người dùng iPhone và chế độ chơi nhanh (quick play) cho phép người chơi chơi bất kỳ màn nào ở chế độ phiêu lưu, tuy nhiên nó không có chế độ minigame, giải đố và sinh tồn.
Tháng 3 năm 2010, một blog công nghệ có tên PadGadget vô tình phát hiện ra các mục nhập chung cho các bản port của game iPhone sang cho iPad, trong đó có Plants vs Zombies. Bản port iPad của trò chơi được đặt tên là Plants vs. Zombies HD, phát hành vào ngày 5 tháng 4 năm 2010. Nó sử dụng 11 cảm biến cảm ứng của iPad và khôi phục lại chế độ sinh tồn và chế độ minigame, ngoài ra còn có một minigame dành riêng cho iPad là "Buttered Popcorn". Những bản cập nhật iOS tiếp theo bỏ thêm nhiều nội dung hơn vào phiên bản Plant vs. Zombies của chúng, bao gồm Zen Garden, minigame bổ sung và các thành tích.
Tháng 5 năm 2011, PopCap Games chính thức thông báo rằng Chuzzle sẽ có mặt trên Amazon Appstore cho các thiết bị Android trong hai tuần tới, cùng với Plants vs. Zombies sẽ ra mắt vào cuối tháng. Cả hai đều miễn phí vào ngày ra mắt và sau đó có giá 2,99 đô la. Ngày 31 tháng 5 năm 2011, Plants vs.Zombies gia nhập vào Amazon Appstore. Tháng 12 năm 2011, PopCap Games thông báo sẽ phát hành Plants vs. Zombies và Peggle thông qua Android Market. Nó đã có thể tải xuống được trên Google Play Store vào ngày 15 tháng 12 năm 2011.
Plants vs.Zombies cũng được port sang các thiết bị di động khác. Ngày 23 tháng 6 năm 2011, trò chơi được phát hành trên Windows Phone như một phần của Xbox Live. Ngày 14 tháng 11 năm 2011 và ngày 30 tháng 1 năm 2013, Plants vs.Zombies lần lượt được phát hành trên trên Kindle Fire và Blackberry 10 dưới dạng ứng dụng khởi chạy. Plants vs.Zombies sau đó được phát hành trên một thiết bị BlackBerry khác, BlackBerry Playbook. Ngày 14 tháng 11 năm 2012, Plants vs.Zombies được phát hành trên Nook HD và Nook HD+.

### Phiên bản console
Plants vs. Zombies công bố là sẽ phát hành cho nền tảng Xbox 360 vào tháng 7 năm 2010, có thể mua lẻ hoặc như một phần của gói trò chơi bao gồm cả Peggle và Zuma. Trò chơi chính thức phát hành cho Xbox 360 dưới dạng Xbox Live vào ngày 8 tháng 9 năm 2010. Để dễ dàng sử dụng với bộ điều khiển Xbox, con trỏ được khóa vào sơ đồ lưới của bãi cỏ và mặt trời sẽ trồi về phía con trỏ. Bản port cũng có chế độ thi đấu (versus), chế độ hợp tác (co-op) và một màn mới trong minigame. Chế độ thi đấu sẽ là cuộc so tài giữa 2 người chơi, một người sẽ trồng cây, một người sẽ thả zombie. Mục tiêu của người thả zombie là đến được ngôi nhà, còn người trồng cây thì tiêu diệt 3 trong số 5 zombie ở phía bên phải bãi cỏ. Bản port PlayStation Network của Plants vs. Zombies thông báo vào ngày 28 tháng 1 năm 2011. Sony Online Entertainment là đơn vị phát hành trò chơi vào ngày 8 tháng 2 năm 2011.
Bản port DS của Plants vs.Zombies công bố vào tháng 8 năm 2010, chính thức phát hành tại Bắc Mỹ vào ngày 18 tháng 1 năm 2011, và tại châu Âu, Úc vào ngày 6 tháng 5 năm 2011. Bản port tích hợp tính năng Zombatar và chế độ thi đấu của phiên bản Xbox Live, đồng thời bổ sung thêm 4 minigame độc quyền. Ngày 14 tháng 3 năm 2011, bản port DSiWare phát hành tại Bắc Mỹ. Nó cũng được phát hành tại châu Âu và Úc vào ngày 6 tháng 5 năm 2011. Phiên bản DSiWare chỉ giữ lại chế độ phiêu lưu và minigame; chế độ minigame có một số màn chơi độc quyền từ bản DS gốc và một màn mới là "Zombie Trap".
Bản port PlayStation Vita được công bố vào tháng 12 năm 2011 và phát hành tại Bắc Mỹ vào ngày 21 tháng 2 năm 2012, tại châu Âu dưới dạng tiêu đề khởi đầu vào ngày 22 tháng 2 năm 2012. Bản port cho phép người chơi bằng màn hình cảm ứng hoặc bộ điều khiển. Nó cũng đưa vào khả năng lắc Vita để thu thập tiền và mặt trời. Không giống như những phiên bản console khác, phiên bản Vita không có thiết lập nhiều người chơi.

## Đón nhận

### Doanh thu
Ngày 20 tháng 5 năm 2009, Plants vs.Zombies được tuyên bố là trò chơi điện tử bán nhanh nhất do PopCap Games tạo ra, nhanh chóng trở thành trò chơi bán chạy nhất của họ, vượt qua cả trò chơi phổ biến trước đây là Bejeweled và Peggle. Trong một bài thuyết trình tại Hội nghị các nhà phát triển trò chơi Trung Quốc năm 2010, phó chủ tịch bộ phận Châu Á/Thái Bình Dương của PopCap Games là James Gwertzman tiết lộ rằng trò chơi đã bán được hơn 1,5 triệu bản trên toàn cầu. Fan ước tính một nửa doanh thu đến từ những game thủ hardcore. Giám đốc chương trình của Xbox Live là Larry Hryb báo cáo rằng Plants vs.Zombies là trò chơi năm 2011 được mua nhiều thứ 13 trên Xbox Live Arcade. Plants vs.Zombies đặc biệt thành công trên App Store. Theo PopCap, bản phát hành iOS của Plants vs.Zombies bán được hơn 300.000 bản trong chín ngày đầu tiên, tạo ra tổng doanh thu hơn 1 triệu đô la Mỹ. Nó nắm giữ vị trí đứng đầu về doanh thu và tổng số tiền thu được từ một trò chơi điện thoại di động trước khi đánh mất vị trí sau 9 ngày phát hành. Tính đến tháng 4 năm 2016, 9 triệu bản đã được tải xuống trên tất cả nền tảng iOS.

### Đánh giá chuyên môn
Plants vs.Zombies nhận được những đánh giá rất tích cực. Theo Metacritic, phiên bản duy nhất không nhận được "đánh giá nhìn chung là tích cực" hoặc "sự hoan nghênh từ mọi người" là DSIWare, nó nhận được "đánh giá nửa khen nửa chê hoặc bình thường". Một số nhà đánh giá nhận thấy cốt lõi của game mechanic là dễ hiểu, nhưng bản thân trò chơi cũng có tính thử thách. Tom Francis của GamesRadar+ nói rằng Plants vs.Zombies "chỉ tầm thường ở chỗ là nó dễ hiểu thôi", ông giải thích "Không có gì là tầm thường khi chúng tôi dành hơn 30 tiếng đồng hồ, thật sự, để làm vườn." Seth Schisel của The New York Times nói rằng già trẻ đều thích Plants vs. Zombies. Cũng có một số người không đồng ý. Biên tập viên của GameSpot là Chris Watters phát biểu "Người chơi lão làng của thể loại phòng thủ tháp sẽ phải chịu đựng một đống hành động đơn giản, quen thuộc để tìm kiếm một thử thách thực sự, và sự chờ đợi có thể là quá lâu với một vài người". Tae Kim của GamePro nói rằng Plants vs.Zombies không quá dễ hay quá khó, và ông chưa bao giờ phải chơi lại một màn mặc dù "rất dở với những loại trò chơi này." John Walker của Rock Paper Shotgun cho biết việc tăng độ khó trong trò chơi này cảm giác không được tự nhiên.
Mặc dù phê bình về độ khó của game, Watters vẫn khen ngợi việc Plants vs.Zombies liên tục đưa vào những loại cây mới, khiến cho trò chơi luôn giữ được sự mới mẻ. Biên tập viên của Eurogamer là Christian Donlan đồng ý rằng "mọi zombie đều thử thách người chơi và mỗi loại cây mới cho phép tạo ra một chiến lược mới." Nhiều nhà phê bình khen ngợi Plants vs. Zombies vì phương pháp hướng dẫn tối giản cho phép người chơi thực hành. Một số người tin rằng cả chế độ phiêu lưu là một hướng dẫn dài, hoặc chỉ là màn khởi động để chuẩn bị cho các chế độ chơi khác. Nhiều nhà phê bình tán dương game có giá trị chơi lại vì có chế độ bổ sung. Francis nói rằng vào thời điểm người chơi chinh phục chế độ phiêu lưu, "một sự dồi dào ghê gớm của những thứ khác đang chờ đợi khiến nó [trò chơi] vượt xa hơn cả giá trị giải trí".
Phong cách nghệ thuật và âm nhạc của Plants vs. Zombies cũng được khen ngợi. Susan Arendt của The Escapist khen ngợi "âm nhạc thật xuất sắc, [và] nghệ thuật thì hấp dẫn và đáng yêu." Nhiều người đánh giá khác cũng gọi đồ họa của Plants vs. Zombies là "đáng yêu". Watters nhận xét "Tất cả những đơn vị đều tả thực một cách khéo léo và được diễn hoạt một cách đáng yêu." Ông nói rõ thêm rằng "Từ những quả ớt jalapeños giận dữ cho đến những hạt óc chó ngơ ngác, chúng đều có một nét tính  cách tuyệt vời". Một số thì ghi nhận tính hài hước của trò chơi. Earnest Cavalli của Wired nói rằng mặc dù ý tưởng đằng sau Plants vs. Zombies nghe có vẻ rùng rợn, nhưng "mọi màn chơi của game đều mang đến điều gì đó rất đáng cười". Marc Saltzman của Gamezebo nhận thấy nhiều phương pháp tiêu diệt zombie trong trò chơi thật sự buồn cười. Biên tập viên của IGN là Daemon Hatfield khen ngợi âm nhạc của game, ông gọi nó là "soundtrack kiểu organ bắt tai nhưng dần trở nên mãnh liệt hơn khi sân tràn ngập kẻ thù". Ở chiều ngược lại, Walker cảm thấy soundtrack "thật thất vọng", và nói rằng "Sau một video âm nhạc hoa mỹ đầy hứa hẹn, thì hi vọng về một âm điệu bắt tai trong game đã không còn được giữ vững nữa."
Các nhà phê bình khen ngợi bản port iPhone của Plants vs. Zombies vì đã trung thành với phiên bản PC và vì chế độ chơi nhanh của nó, nhưng nhiều người cũng thất vọng vì nó bỏ qua những chế độ chơi khác. Nhiều người đánh giá khen ngợi việc bản port iPad có tích hợp chế độ minigame và chế độ sinh tồn, cùng với minigame độc quyền "Buttered Popcorn". Bản port Xbox 360 của Plants vs. Zombies được tán dương vì đã bổ sung chế độ chơi độc quyền, bao gồm chế độ thi đấu và chế độ hợp tác. Bản port Nintendo DS được khen vì 4 minigame mới và chế độ thi đấu từ phiên bản Xbox 360, nhưng chất lượng hoạt hình và đồ họa bị xem là kém hơn. Bản port này cũng bị chỉ trích vì giá tương đối cao, cùng với việc sử dụng màn hình trên chỉ cho mục đích duy nhất là báo cho biết về tiến trình màn chơi và tốc độ khung hình (FPS) không ổn định. Nhiều nhà phê bình nhận thấy phiên bản PS Vita trung thành với phiên bản PC. Dù vậy, họ không chắc chắn về việc liệu phiên bản PS Vita có đủ bổ sung đáng kể để có thể tiến cử cho những người đã có Plants vs. Zombies trên nền tảng khác hay không.

### Giải thưởng
Plants vs. Zombies được đề cử cho nhiều hạng mục khác nhau của những giải thưởng như Giải thưởng Trò chơi điện tử Spike năm 2009, Giải D.I.C.E. thường niên lần thứ 13, Giải thưởng Sự lựa chọn của Nhà phát triển Trò chơi thường niên lần thứ 10, Giải thưởng Trò chơi điện tử của Viện Hàn lâm Anh quốc lần thứ 6 và thứ 7. Nó còn giành chiến thắng trong các hạng mục "Trò chơi tải xuống của năm" và "Trò chơi chiến lược của năm" tại Giải Cần điều khiển Vàng năm 2010, và hạng mục "Trò chơi phổ thông hay nhất" tại Giải thưởng Trò chơi Di động Quốc tế lần thứ 7. Electronic Arts (EA) tuyên bố rằng Plants vs.Zombies đã giành hơn 30 giải thưởng Trò chơi của năm.
| Năm  | Lễ trao giải                                                               | Hạng mục                                  | Kết quả   | Tham khảo |
| ---- | -------------------------------------------------------------------------- | ----------------------------------------- | --------- | --------- |
| 2009 | Giải thưởng Trò chơi điện tử Spike năm 2009                                | Trò chơi PC hay nhất                      | Đề cử     | [ 126 ]   |
| 2009 | Giải thưởng Trò chơi điện tử Spike năm 2009                                | Trò chơi tải xuống hay nhất               | Đề cử     | [ 126 ]   |
| 2010 | Giải D.I.C.E. thường niên lần thứ 13                                       | Trò chơi phổ thông của năm                | Đề cử     | [ 127 ]   |
| 2010 | Giải D.I.C.E. thường niên lần thứ 13                                       | Thành tựu nổi bật trong thiết kế trò chơi | Đề cử     | [ 127 ]   |
| 2010 | Giải thưởng Sự lựa chọn của Nhà phát triển Trò chơi thường niên lần thứ 10 | Thiết kế trò chơi tốt nhất                | Đề cử     | [ 128 ]   |
| 2010 | Giải thưởng Sự lựa chọn của Nhà phát triển Trò chơi thường niên lần thứ 10 | Giải thưởng cách tân                      | Đề cử     | [ 128 ]   |
| 2010 | Giải thưởng Sự lựa chọn của Nhà phát triển Trò chơi thường niên lần thứ 10 | Trò chơi tải xuống hay nhất               | Đề cử     | [ 128 ]   |
| 2010 | Giải thưởng Trò chơi điện tử của Viện Hàn lâm Anh quốc lần thứ 6           | Trò chơi chiến lược năm 2010              | Đề cử     | [ 129 ]   |
| 2010 | Giải Cần điều khiển Vàng năm 2010                                          | Trò chơi tải xuống của năm                | Đoạt giải | [ 131 ]   |
| 2010 | Giải Cần điều khiển Vàng năm 2010                                          | Trò chơi chiến lược của năm               | Đoạt giải | [ 131 ]   |
| 2010 | Giải Cần điều khiển Vàng năm 2010                                          | Trò chơi portable của năm                 | Đề cử     | [ 131 ]   |
| 2011 | Giải thưởng Trò chơi Di động Quốc tế lần thứ 7                             | Trò chơi phổ thông hay nhất               | Đoạt giải | [ 132 ]   |
| 2011 | Giải thưởng Trò chơi điện tử của Viện Hàn lâm Anh quốc lần thứ 7           | Trò chơi chiến lược năm 2011              | Đề cử     | [ 130 ]   |

## Di sản

### George Fan bị sa thải và trò chơiOctogeddon
PopCap Games và tài sản của nó đã được EA mua vào ngày 12 tháng 7 năm 2011, với giá 750 triệu đô la Mỹ. Năm mươi nhân viên đã bị sa thải khỏi trụ sở chính của PopCap Games tại Seattle vào ngày 21 tháng 8 năm 2012, đánh dấu sự thay đổi theo chiều hướng tập trung vào sản xuất trò chơi di động và trò chơi mạng xã hội. Sau một tuyên bố của Edmund McMillen, người tạo ra The Binding of Isaac, thì rộ lên tin đồn rằng EA sa thải Fan vì anh phản đối việc Plants vs. Zombies 2 triển khai cơ chế pay-to-win. Fan xác nhận trên tweet vào năm 2017 rằng anh đã bị sa thải, và anh phản đối khía cạnh freemium của Plants vs. Zombies 2, nhưng không nói rằng 2 sự kiện này có mối liên hệ với nhau.
Ba nhân viên cũ của PopCap Games, trong đó có cựu nhà sản xuất Plants vs. Zombies 2 là Allen Murray, phủ nhận quan điểm rằng Fan bị sa thải vì can dự vào trò chơi. Họ cho biết Fan bị sa thải như một phần của việc cắt giảm nhân sự có hệ thống vào tháng 8 năm 2012, và Fan thậm chí còn không thuộc đội ngũ sản xuất Plants vs. Zombies 2. Vào thời điểm đó, anh đang bận nghiên cứu những ý tưởng khác cho sản phẩm khác, bao gồm một trò chơi có tên là Full Contact Bingo. Anh không còn hứng thú với Plants vs. Zombies khi EA bắt đầu định hình game thành một nhượng quyền thương mại lớn. Fan bắt tay vào việc thực hiện trò chơi hành động-chiến lược arcade tên là Octogeddon sau khi bị sa thải. Trò chơi này ban đầu là một phần của cuộc thi Ludum Dare. Ý tưởng của game đã được đón nhận tích cực và Fan thành lập công ty cùng với Werner, nghệ sĩ của Plants vs. Zombies, và Kurt Pfeiffer, lập trình viên của bản port Xbox 360. Họ phát triển Octogeddon trong vài năm, phát hành nó vào ngày 8 tháng 2 năm 2018, theo Metacritic thì game này nhận được những đánh giá nhìn chung là tích cực.

### Phần kế và spin-off
Kể từ khi EA mua lại PopCap Games, Plants vs. Zombies mở rộng thành một nhượng quyền thương mại trải dài trên nhiều console và một số thể loại. Plants vs. Zombies Adventures phát hành trên Facebook vào ngày 20 tháng 5 năm 2011, đóng cửa vào ngày 12 tháng 10 năm 2014. Phần tiếp theo của dòng chính có tựa là Plants vs. Zombies 2 phát hành trên iOS vào ngày 14 tháng 8 năm 2013. Plants vs. Zombies Garden Warfare là một game bắn súng góc nhìn người thứ ba nhiều người chơi, phát hành cho nền tảng Xbox 360, PlayStation 3 và Xbox One vào ngày 25 tháng 2 năm 2014, phần kế của nó phát hành cho hệ máy PlayStation 4 và Xbox One vào ngày 23 tháng 2 năm 2016. Trò chơi thu thập thẻ bài kỹ thuật số Plants vs. Zombies Heroes phát hành quốc tế trên iOS vào ngày 18 tháng 10 năm 2016. Ngày 18 tháng 10 năm 2019, loạt trò chơi phát hành game bắn súng góc nhìn thứ 3 với tựa Plants vs. Zombies: Battle for Neighborville cho PlayStation 4 và Xbox One. Phần thứ 3 của dòng chính hiện vẫn đang trong quá trình phát triển cho nền tảng Android và iOS kể từ tháng 10 năm 2020.
Theo Metacritic, gần như tất cả phần chính và spin-off của Plants vs. Zombies đều nhận đánh giá nhìn chung là tích cực. Mặc dù Fan phản đối mô hình freemium của Plants vs. Zombies 2 nhưng vẫn ca ngợi loạt trò chơi vì khai thác nhiều thể loại khác nhau, đặc biệt là game thu thập thẻ bài kỹ thuật số Plants vs. Zombies Heroes. Anh hi vọng rằng EA sẽ tiếp tục phát triển series thành nhiều thể loại hơn nữa nhưng vẫn giữ được sức hấp dẫn của bản gốc.

### Phương tiện truyền thông khác
Zen Studios và PopCap đã tạo ra một bàn chơi pinball DLC dựa trên Plants vs. Zombies trong quá trình phát triển Zen Pinball 2 và Pinball FX 2. DLC này phát hành tại Bắc Mỹ vào ngày 4 tháng 9 năm 2012, và tại châu Âu vào ngày 5 tháng 9 cùng năm.
Tháng 7 và tháng 8 năm 2013, Dark Horse Comics đã phát hành 6 số ra của miniseries truyện tranh chuyển thể từ trò chơi lên một ứng dụng iOS. Miniseries này có tựa là Lawnmageddon, do Paul Tobin viết lời và Ron Chan minh họa. Dark Horse Comics tiếp tục phát hành các số ra trong hai năm tiếp theo. Năm 2015, Dark Horse Comics bắt đầu phát hành bộ truyện tranh theo tháng, ở cả bản in và kỹ thuật số, mỗi số ra đều tạo thành một miniseries riêng biệt. Bản in miniseries đầu tiên có tựa là Bully for You.